# Реколета (Буэнос-Айрес)
Реколета (исп. Recoleta) — район в центре Буэнос-Айреса. Один из самых дорогих жилых районов города. Главной туристической достопримечательностью района является кладбище Реколета.
Расположен между 10-й улицей, улицами Монтевидео, Уругвая, Кордобы, Марио Браво, полковника Диаса, Лас-Эрас, Тагле, путями железной дороги имени генерала Бартоломео Митре, улицей Херонимо Сальгеро и рекой Ла-Плата. Граничит с районом Ретиро на юго-востоке, Бальванера и Альмагро на юге, Палермо на северо-западе и рекой Ла-Плата на северо-востоке.

## История
Название района Реколета (исп. Recoleta — аскетический) происходит от аскетов-францисканцев, осевших здесь в начале XVIII века. Они основали монастырь, церковь Эль Пилар и кладбище.
В конце XIX века, спасаясь от эпидемий жёлтой лихорадки и холеры, сюда перебралось много состоятельных аргентинских семей. С тех пор район является одним из самых элегантных и дорогих в Буэнос-Айресе. Здесь находятся коттеджи богатых горожан, посольства и роскошные отели, в частности, самый дорогой в Латинской Америке «Alvear Palace Hotel».
Большинство из домов Реколеты были построены во французском стиле (так называемые шато), благодаря чему Буэнос-Айрес стал известен как Латиноамериканский Париж. Несмотря на свою славу, до 1960-х годов много исторических сооружений Реколеты были снесены из-за роста цен на землю. На их месте возводились современные высотные дома.
16 мая 2010 в районе Реколета был открыт культурный центр, посвященный двухсотлетию Аргентины.

## Культура

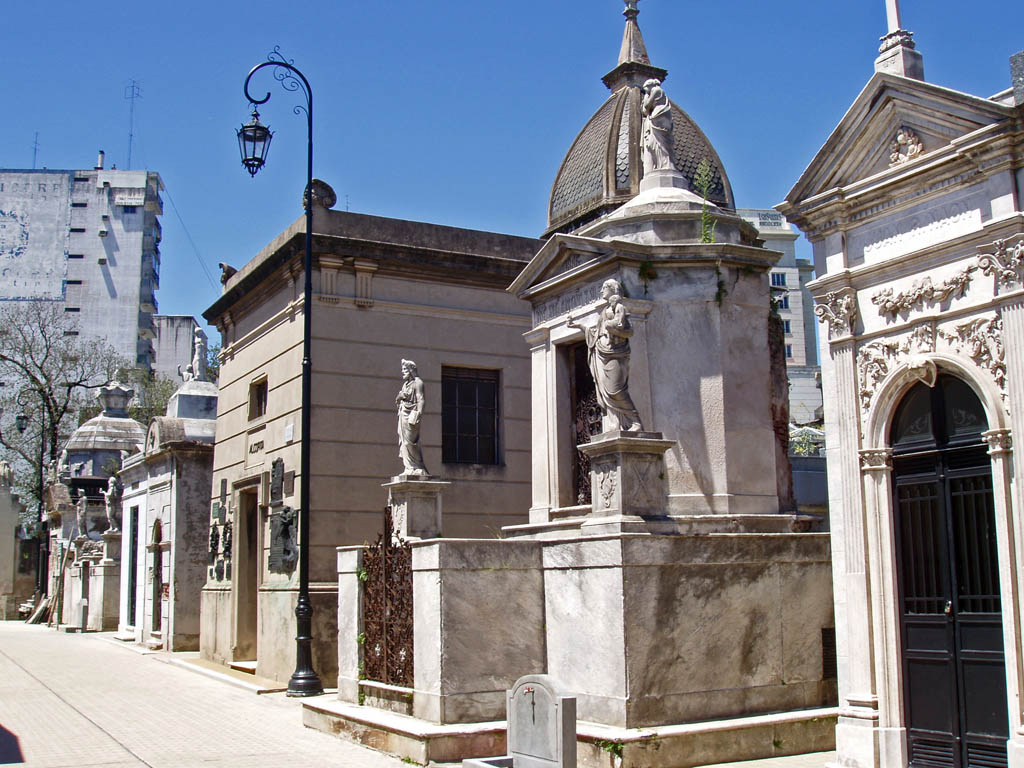
Кладбище Реколета
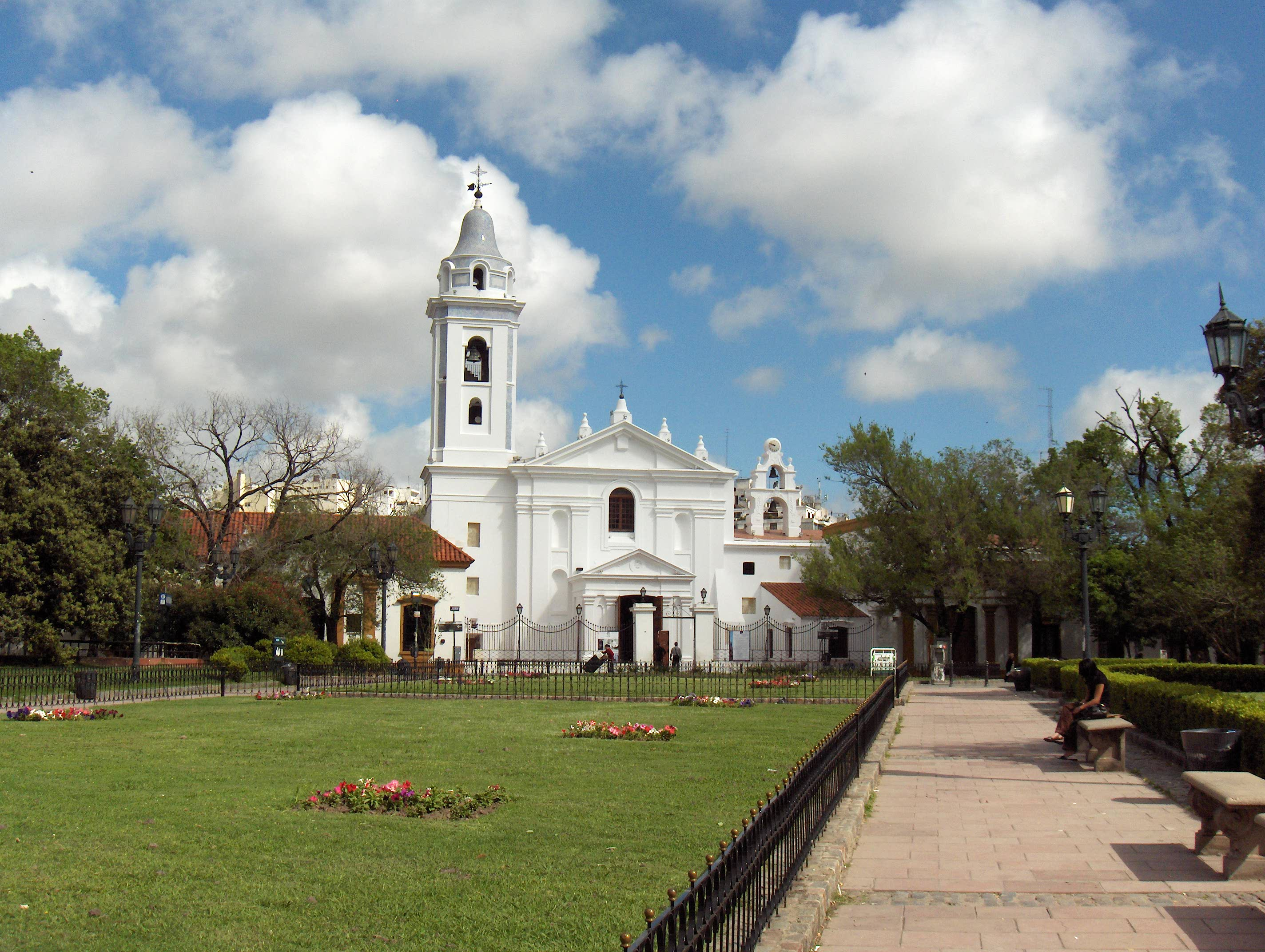
Церковь Эль Пилар
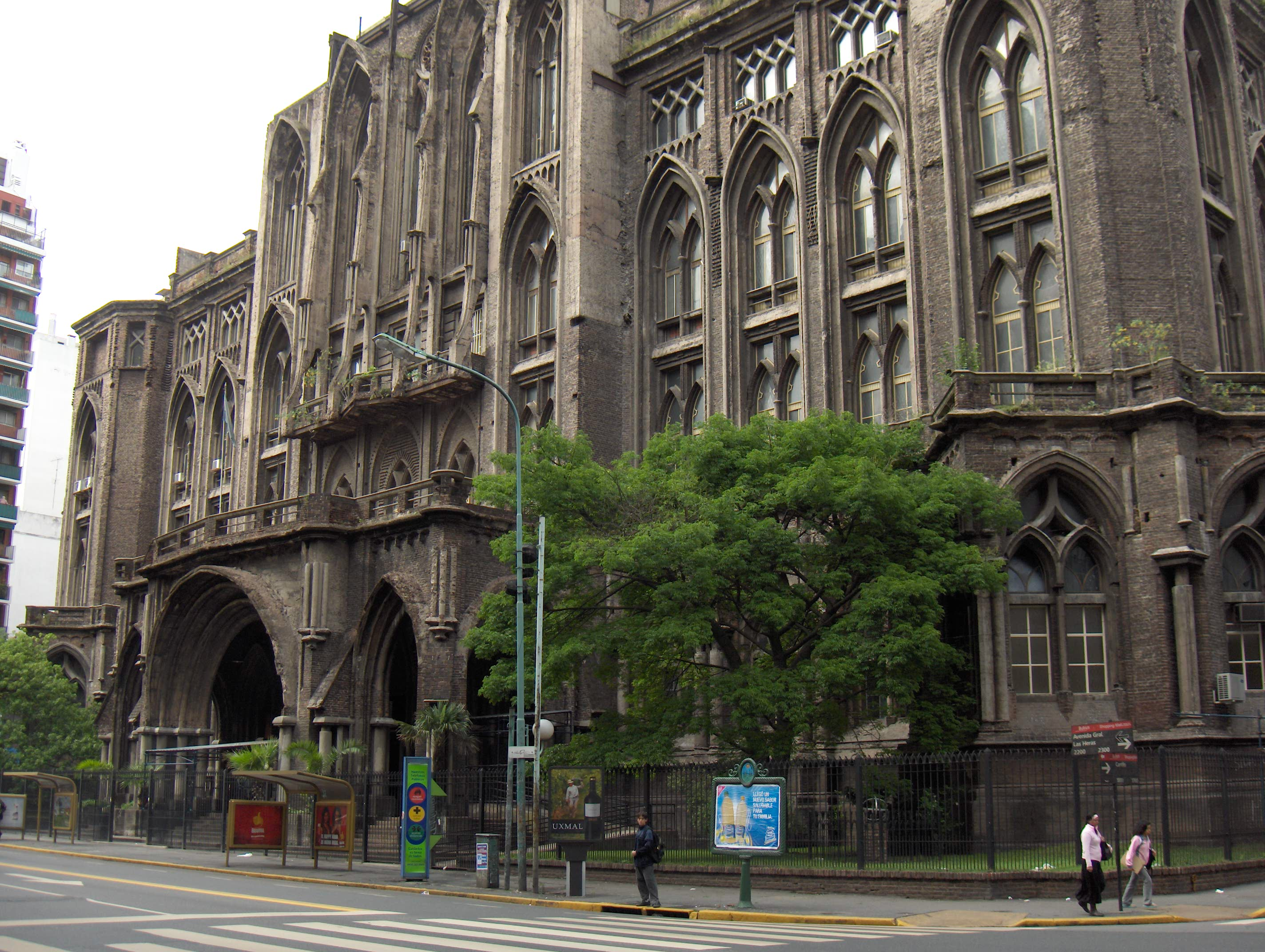
Факультет инженерии Университета Буэнос-Айреса
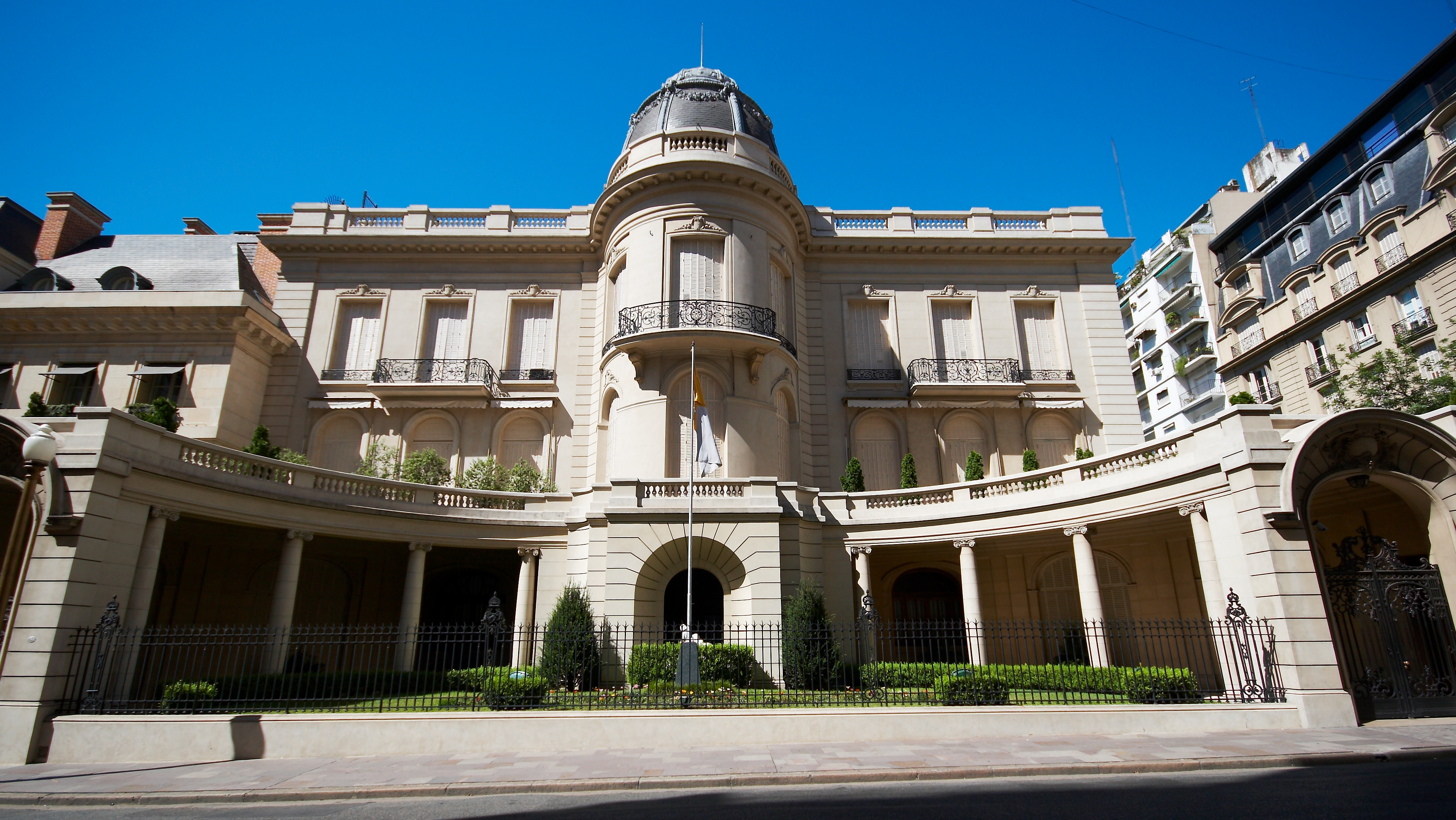
Апостольская нунциатура
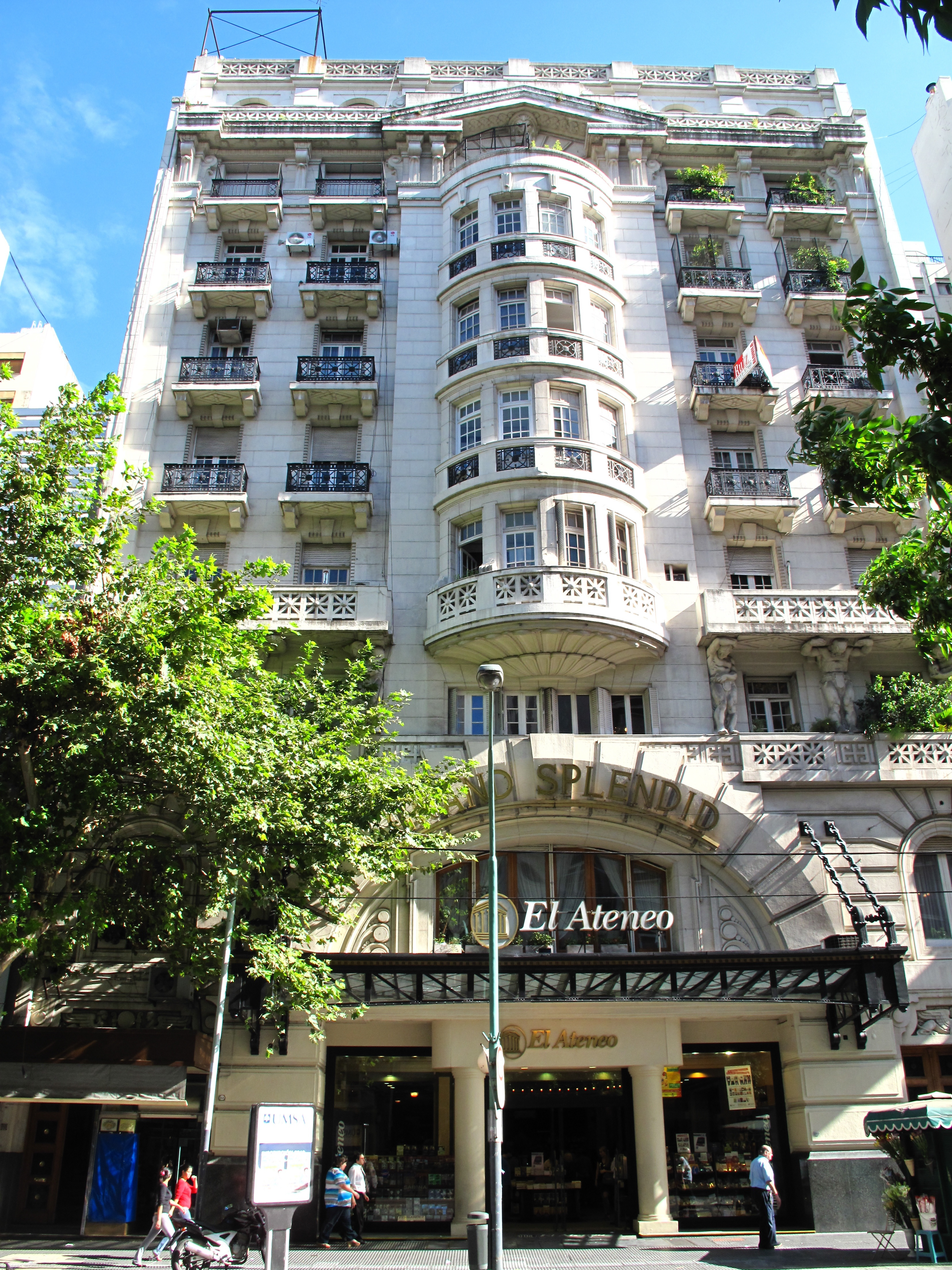
Знаменитый книжный магазин El Ateneo Grand Splendid

Район Реколета является важным культурным центром Буэнос-Айреса. Здесь находится большое количество исторических и архитектурных памятников, престижные учебные заведения, в частности четыре факультета Университета Буэнос-Айреса, Национальный музей изящных искусств, Национальная библиотека на 4 миллиона книг, Культурный центр Реколета и Национальный музей декоративного искусства.
Реколета отличается обилием скульптур в парках и на площадях. Типичную «французскую» архитектуру Реколеты можно увидеть на улице Альвеара.
Хотя бо́льшая часть Реколеты застроена, в районе есть парки и скверы, а также зеленые площади, самыми известными из которых являются Площадь Бразилии, Площадь Рубена Дарио, Площадь Уругвая, Площадь Чили, Площадь Франции, Площадь Альвеара, Площадь Данте Алигьери, Площадь Рауля Сольди.
В районе Реколеты жили многие известные аргентинцы, в частности писатель Адольфо Биой Касарес с женой Сильвиной Окампо, музыканты Чарли Гарсия и Андрес Каламари; на улице Кинтана жили Хорхе Луис Борхес и Хосе Ортега-и-Гассет, на улице Альвеара жил кардинал Пачелли, будущий папа Пий XII. Долгое время на перекрестке улиц Агуэро и Либертадор находилась резиденция президента Аргентины Хуана Перона, которая была снесена в 1955 году для строительства нового здания Национальной библиотеки.

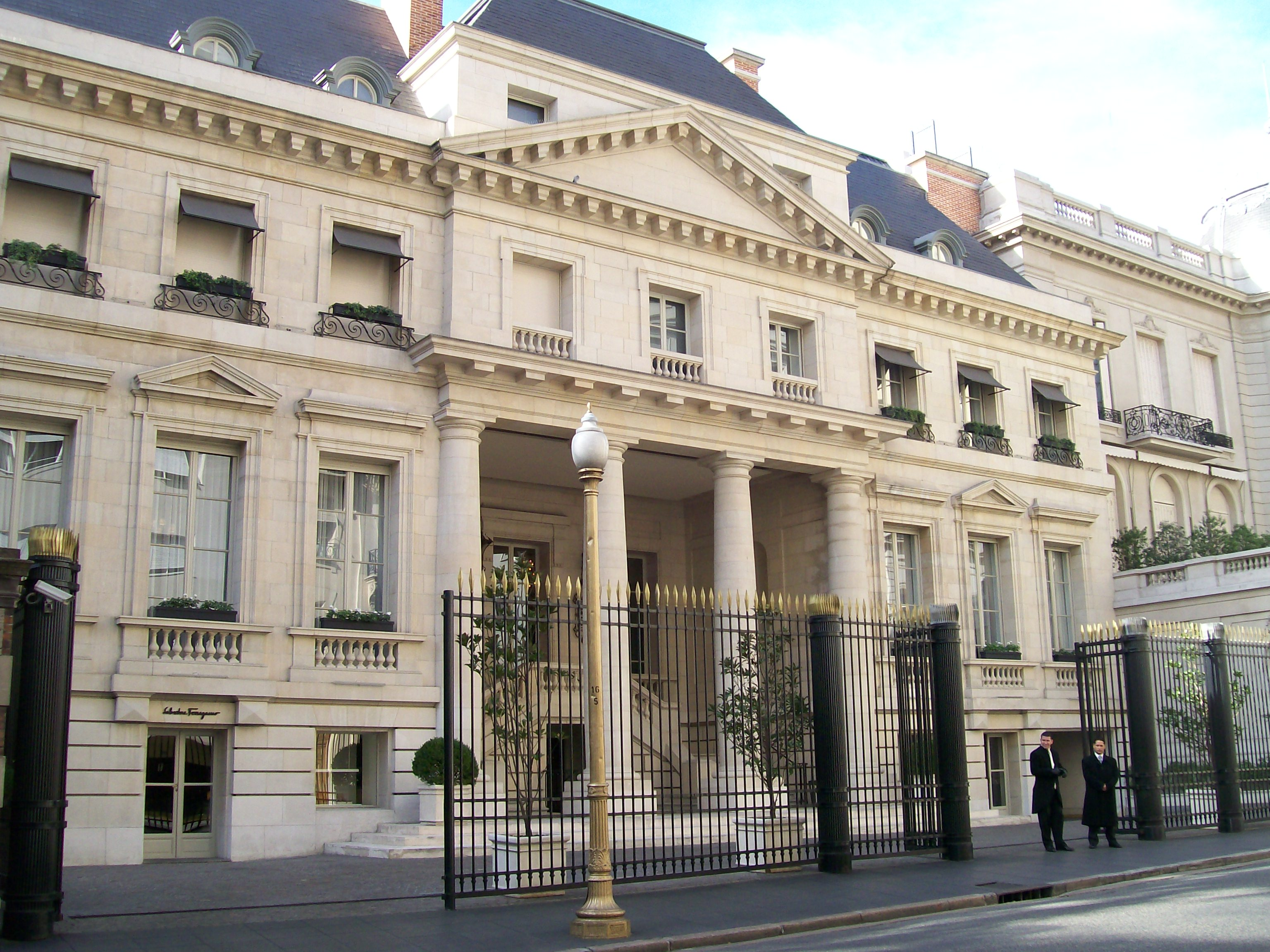
Дворец Духау
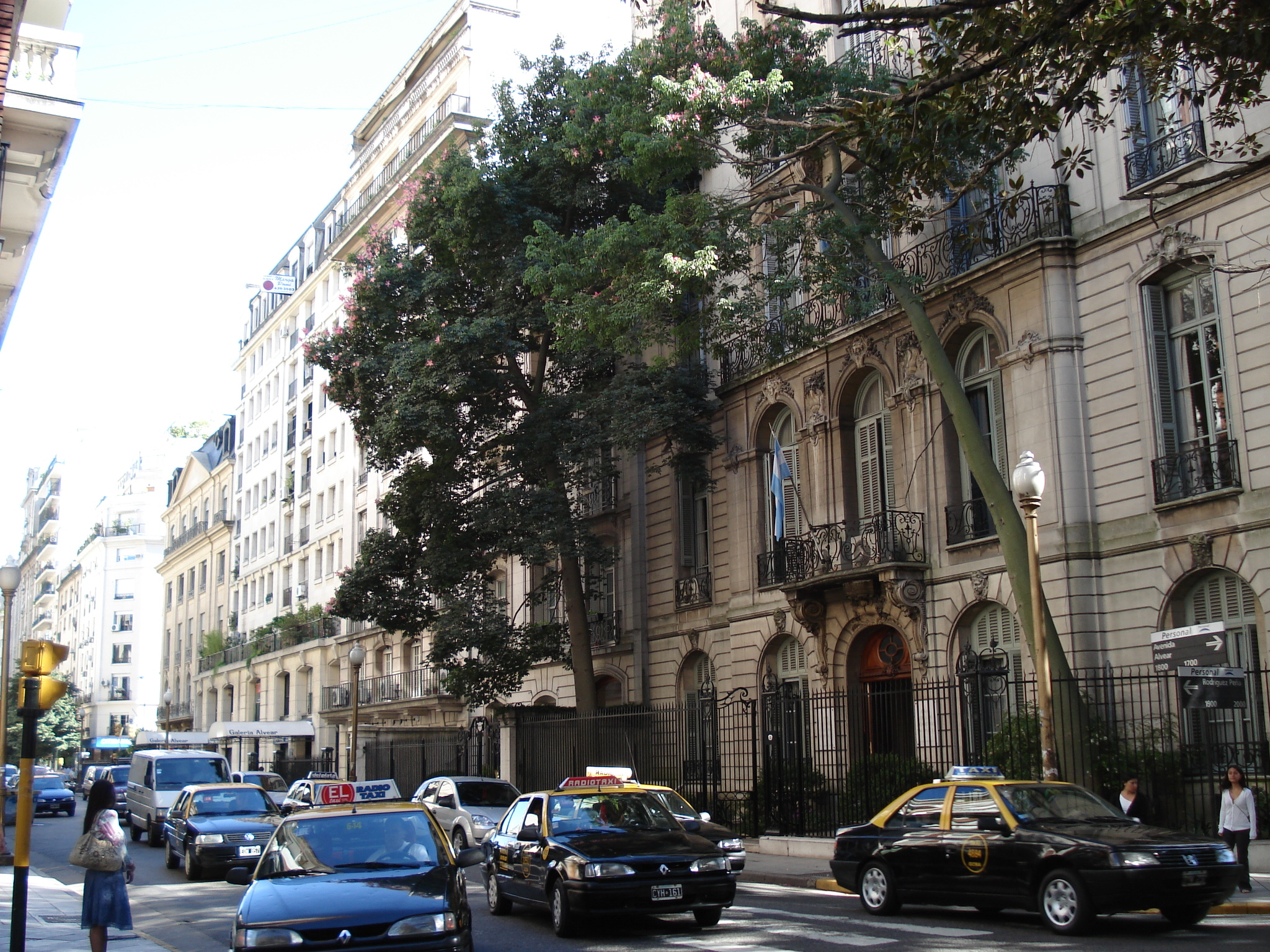
Улица Альвеара
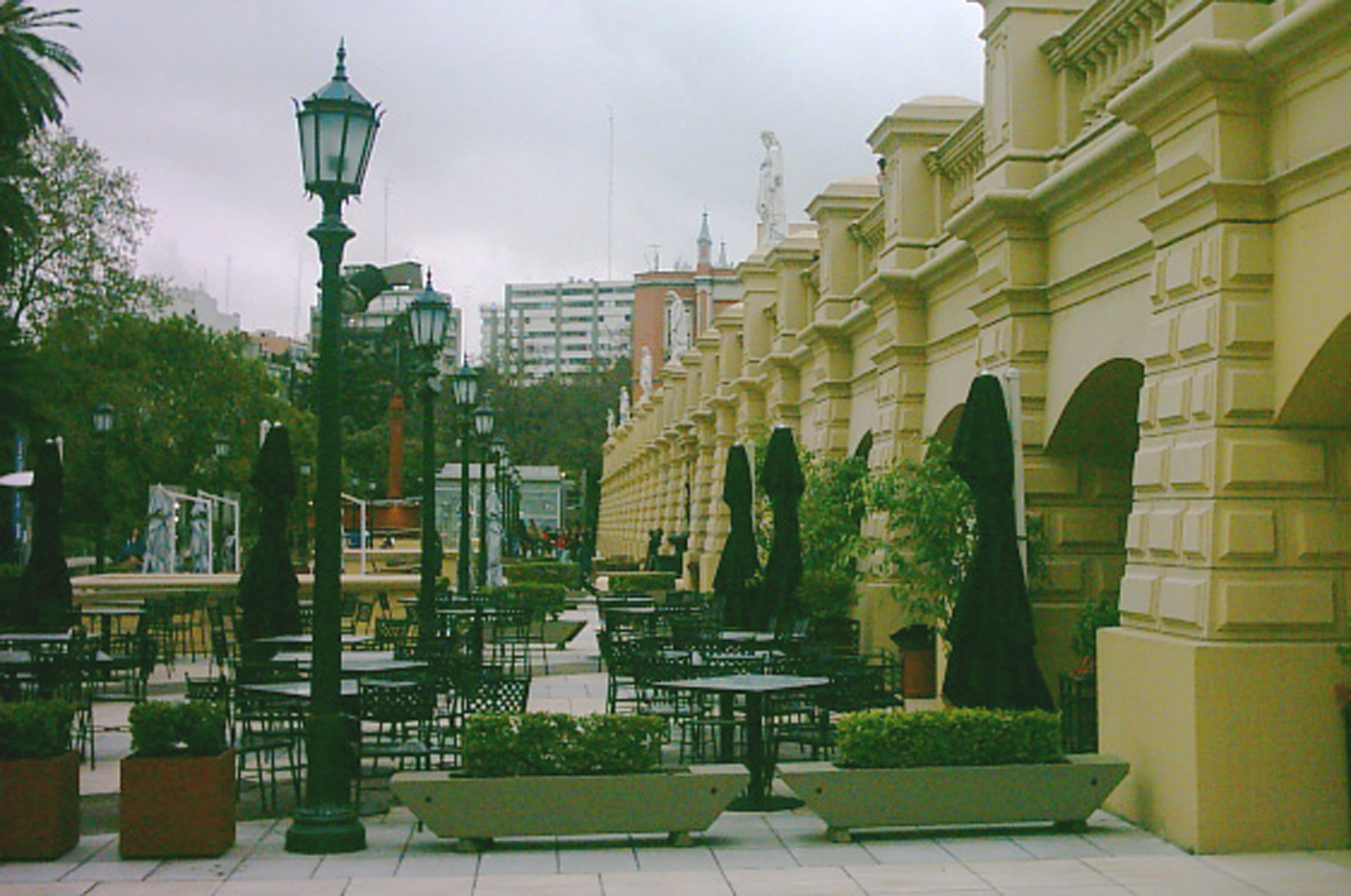
Центр Buenos Aires Design
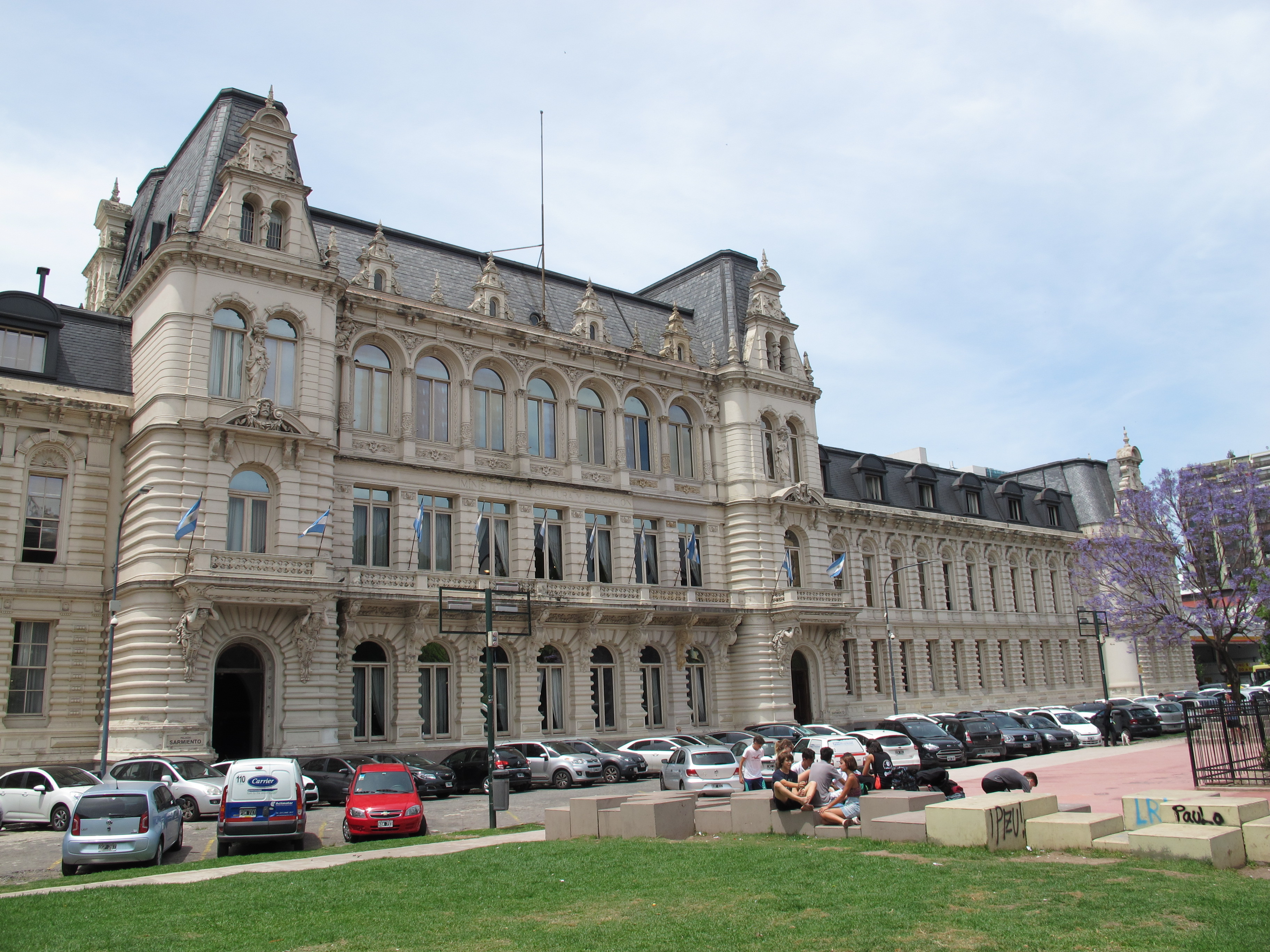
Дворец Сармьенто (также известен как дворец Писурно)